# Saint-Victor, Dordogne
Saint-Victor là một xã, nằm ở tỉnh Dordogne vùng Aquitaine của Pháp. Xã này có diện tích 5,12 kilômét vuông, dân số năm 2005 là 185 người. Xã nằm ở khu vực có độ cao trung bình 135 m trên mực nước biển.

## Thông tin nhân khẩu
| Năm    | 1962 | 1968 | 1975 | 1982 | 1990 | 1999 | 2005 |
| ------ | ---- | ---- | ---- | ---- | ---- | ---- | ---- |
| Dân số | 145  | 145  | 137  | 124  | 134  | 157  | 185  |